# Mother Jones

Logo da revista Mother Jones

Mother Jones (abreviada como MoJo) é uma revista norte-americana independente, sem fins lucrativos, conhecida por se concentrar além de notícias, comentários e jornalismo investigativo sobre temas como política, meio ambiente, direitos humanos, saúde e cultura. A revista foi batizada em homenagem a Mary Harris.
A revista segue os padrões gerais de orientação política da esquerda norte-americana. Obteve o National Magazine Award em 2001, na categoria Excelência Geral. Mother Jones já havia sido indicada para o National Magazine Award nove vezes e ganhou em quatro oportunidades.
Com circulação de 233 mil exemplares, a revista é  a mais lida publicação progressista dos Estados Unidos. Monika Bauerlein e Clara Jeffery trabalham como co-editoras.
A revista foi nomeada em homenagem à Mary Harris Jones, a "Mother Jones" (Mãe Jones), Mary Harris nasceu em 1837 na Irlanda, e morreu em 1930 nos EUA.